# Адати
Адати (яп. 足立区 Адати-ку) — специальный район, расположенный в северной части Токио, на востоке столичного округа Токио в Японии. Название происходит от исторического уезда Адати (яп. 足立郡 адати коори).

## География и население
Площадь района составляет 53,20 км², население — 695 530 человек (1 октября 2020), плотность населения — 13 073,87 чел./км².

## Экономика
В Адати базируются корпорации «Намики» (точные приборы и комплектующие), «Токио Маруи» (игрушки и модели). В районе расположены торговые центры и универмаги «Токю Хендс», «Маруи» и «Люмине», а также спортивный центр Дворец боевых искусств.